# MADE SERIES : M
『MADE SERIES : M』（メイド シリーズ エム）は、BIGBANGのシングル。韓国などでは2015年5月1日にリリースされ、日本では配信シングルとして2015年5月27日にリリースされた。

## 概要
BIGBANGの3年振りカムバックプロジェクト「MADE」が2015年4月より始動。その一環として5月から毎月、新曲2曲ずつを収録したシングル「M」「A」「D」「E」を発売。その第一弾としてリリースされたのが本作である。

## リリースまでの背景
4月17日に、YGエンターテインメントが最初のティザー画像を公開。その後、「BIGBANG MADE WORLD TOUR」の予告編が公開された。YGエンターテインメントは、3回目のティザーでBIGBANGの「MADE SERIES : M」のタイトル曲を発表した。

## 収録曲
1. LOSER -KR Ver.-
  - 作詞：TEDDY/T.O.P/G-DRAGON、作曲：TEDDY/SOL、編曲：TEDDY
2. BAE BAE -KR Ver.-
  - 作詞：G-DRAGON/T.O.P/TEDDY、作曲：TEDDY/G-DRAGON/T.O.P、編曲：TEDDY
3. LOSER (Instrumental)
4. BAE BAE (Instrumental)

## 収録アルバム
| 曲名            | 収録アルバム      | 備考                                   |
| --------------- | ----------------- | -------------------------------------- |
| LOSER -KR Ver.- | MADE SERIES       | BIGBANGの日本5thフルアルバム（暫定版） |
| LOSER -KR Ver.- | MADE              | BIGBANGの日本5thフルアルバム（完全版） |
| LOSER -KR Ver.- | MADE -KR EDITION- | BIGBANGの韓国3rdフルアルバム           |

| 曲名              | 収録アルバム      | 備考                                   |
| ----------------- | ----------------- | -------------------------------------- |
| BAE BAE -KR Ver.- | MADE SERIES       | BIGBANGの日本5thフルアルバム（暫定版） |
| BAE BAE -KR Ver.- | MADE              | BIGBANGの日本5thフルアルバム（完全版） |
| BAE BAE -KR Ver.- | MADE -KR EDITION- | BIGBANGの韓国3rdフルアルバム           |